# Конін (ненґо)
Конін (яп. 弘仁 — кокін, «всестороння людяність») — ненґо, девіз правління імператора Японії з 810 по 824 роки.

## Хронологія
- 7 рік (816) — Відкриття на горі Коя-сан монастиря Конґобудзі монахом Кукаєм; Заснування «Варти порядку» кебі-ісі (перша про-самурайська поліцейська інституція).
- 11 рік (820) — Завершення зводу поправок до основного законодавства: збірники «Кокін кяку» та «Кокін сікі»;
- 13 рік (822) — Складено збірник буддистських оповідок «Ніхон рьоїкі».

## Порівняльна таблиця
| Роки Конін              | 1    | 2    | 3    | 4    | 5    | 6    | 7    | 8    | 9    | 10   |
| Григоріанський календар | 810  | 811  | 812  | 813  | 814  | 815  | 816  | 817  | 818  | 819  |
| Китайський календар     | 庚寅 | 辛卯 | 壬辰 | 癸巳 | 甲午 | 乙未 | 丙申 | 丁酉 | 戊戌 | 己亥 |

| Роки Конін              | 11   | 12   | 13   | 14   | 15   |
| Григоріанський календар | 820  | 821  | 822  | 823  | 824  |
| Китайський календар     | 庚子 | 辛丑 | 壬寅 | 癸卯 | 甲辰 |